# Tartajun
List "Tartajun" je informativno - zabavna publikacija pokrenuta u Dolu na otoku Hvaru. Ime Tartajun potječe od poljoprivrednog alata u obliku čvrstog komada drveta dužine oko 30 cm, a koji je služio za sigurno vezivanje mijeha i vreća.
Dosad objavljeni brojevi:
- 1. broj - 26. srpnja 2007.g
- 2. broj - 23. prosinca 2007.g.
- 3. broj - 22. kolovoza 2008.g.;
- 4. broj - 10. travnja 2009.g.
- 5. broj - 23. kolovoza 2009.g.
- 6. broj - 21. kolovoza 2010.g.
- 7. broj - 20. kolovoza 2011.g
- 8. broj - 11. kolovoza 2012.g.
- 9. broj - 24. kolovoza 2013.g
- 10. broj - 23.kolovoza 2014.g
- 11. broj - 8. kolovoza 2015.g.
- 12. broj - 13. kolovoza 2016.g.
- 13. broj - 12. kolovoza 2017.g.
- 14. broj - 4. kolovoza 2018.g.
- 15. broj - 10. kolovoza 2019.g.

Svi brojevi i dodatne informacije mogu se preuzeti na stranici Udruge Tartajun: www.tartajun.hr
List izdaje Udruga Tartajun s ciljem unaprjeđenja života na otoku i u selu, pogotovo u dugim zimskim mjesecima.
Osim izdavanja lista, Udruga se bavi i organizacijom kulturnih, zabavnih i humanitarnih događaja. Posebno valja istaknuti Puhijadu, veliku feštu koja se tradicionalno održava u kolovozu, kao jedna od najvećih ljetnih fešta na otoku Hvaru. Osim zabavnog programa, posjetitelji mogu uživati u neobičnoj deliciji, mesu puha, kojeg Doljani tradicionalno love i jedu.